# Siège d'Assilah (1516)
Pour les articles homonymes, voir Siège d'Assilah.
Maroc portugais
Le siège d'Assilah de 1516 est une tentative du sultan marocain Mohammed al-Burtuqâlî de prendre la ville d'Assilah, occupée par les Portugais depuis 1471.

## Contexte
Après la prise d'Assilah en 1471, Mohammed ach-Chaykh sultan wattasside, occupée à pacifier le pays, puis à repousser les tentatives d'implantation des Portugais dans d'autres régions, n'aura jamais le temps de préparer une attaque contre Assilah. 
Son fils Mohammed al-Burtuqâlî lui succède. Fait prisonnier par les Portugais après la prise d'Assilah en 1471, il ne jure que par la vengeance. En 1508, il assiège Assilah, qui est à deux doigts de tomber avant l'intervention d'une flotte espagnole. En 1511, il lève une nouvelle fois une armée pour assiéger la ville, quand il apprend par des espions que la garnison était renforcée, ravitaillée et pouvait tenir un long siège. Il décide alors ne rien tenter. 
En 1515 a lieu le « désastre de Maâmora » dans lequel périssent plus de 4 000 Portugais. Ils y perdent également plus de 100 navires chargés d'artillerie. L'armée marocaine sous le commandement de Moulay Nacer, frère du sultan, réussit à repêcher plus de 400 canons de l'oued Sebou. La défaite de Maâmora met un grand frein à la politique d'implantation portugaise sur la côte marocaine, et donne un nouveau souffle au djihad contre les chrétiens. Les canons capturés vont ainsi être utilisés pour le siège de 1516.

## Déroulement
Fin avril 1516, Mohammed al-Burtuqâlî qui s'est juré de ne rentrer à Fès qu'après avoir repris la ville, vient camper devant Assilah avec une immense armée. D'après Luis del Mármol Carvajal, il rassemble plus de 70 000 fantassins et 30 000 cavaliers. Les chiffres semblent largement exagérés. 
L'armée marocaine met rapidement en place les travaux de siège. En quelques jours, la tranchée est ouverte grâce aux pionniers marocains. Les Marocains se mettent à bombarder la ville jour et nuit. La garnison portugaise tient bon sachant que des renforts allaient arriver. En effet, le gouverneur de la place Juan Coutinho a rapidement mis en alerte Lisbonne. Pendant ce temps, les batteries marocaines échouent à faire une brèche dans la muraille, garnie d'un double fossé par les Portugais.
Une première flotte de 12 navires portugais atteint Assilah, et vient y apporter des renforts et provisions. Mohammed al-Burtuqâlî continue le siège ne voulant pas trahir son serment. Cependant, le 3 juillet 1516, une autre flotte de 30 navires arrive et pousse le sultan marocain à lever le siège.

## Sources

### Sources bibliographiques
1. 1 2  Société historique algérienne 1872, p. 398
2. 1 2 3  Société historique algérienne 1872, p. 399
3. 1 2  Société historique algérienne 1872, p. 400

#### Francophone
- Société historique algérienne, Revue africaine : journal des travaux de la Société historique algérienne, Alger, Adolphe Jourdan et Jules Carbonel, 1872, 400 p. (lire en ligne)